# فریباماهی هندی
فریباماهی هندی (نام علمی: Melichthys indicus) نام یک گونه از تیره فریباماهیان است.